# Nombre de Prandtl magnètic
En magnetohidrodinàmica, el nombre de Prandtl magnètic (Prm) és un magnitud adimensional que aproxima la relació entre la difusivitat del moment (viscositat) i la difusivitat magnètica. Es defineix com:
{\displaystyle \mathrm {Pr} _{\mathrm {m} }={\frac {\mathrm {Re_{m}} }{\mathrm {Re} }}={\frac {\nu }{\eta }}}
on:
- Rem és el nombre de Reynolds magnètic
- Re és el Nombre de Reynolds
- ν és la difusivitat del moment (viscositat cinemàtica)
- η és la difusivitat magnètica

En la base de la zona de convecció del sol, el nombre de Prandtl magnètic és aproximadament de 10−2, i a l'interior dels planetes i en dinamos de metall líquid de laboratori és d'aproximadament 10−5.
Un nombre de Prandtl magnètic d'ordre unitari és el que hi hauria en discs d'acreció prim. Tanmateix, això complica el problema de llançar jets: calen grans concentracions de camp magnètic en l'interior del disc per tal de llançar els jets, però un nombre de Prandtl magnètic d'ordre unitari fa que el camp es difongui cap a fora enlloc de cap a dins del disc.